# نيلدي يوتي
ليونيلدي يوتي (بالإيطالية: Leonilde Iotti)‏ المعروفة باسم نيلدي يوتي (10 أبريل 1920 – 4 ديسمبر 1999)، هي سياسية إيطالية من الحزب الشيوعي، وتُعتبر أول امرأة تصبح رئيسة مجلس النواب الإيطالي منذ 1979 إلى 1992.

## حياتها المبكرة

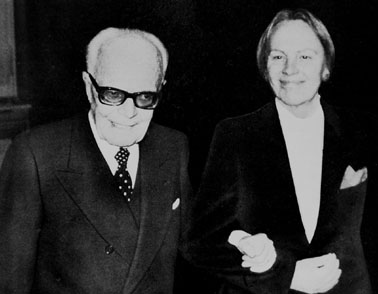
رئيسة مجلس النواب نيلدي يوتي مع الرئيس ساندرو برتيني.

ولدت يوتي في ريدجو إميليا، شاركت في حركة المقاومة ضد غزاة ألمانيا النازية أثناء الحرب العالمية الثانية. بعد نهاية الحرب والاستفتاء ضد آل سافوي سنة 1946، أصبحت عضوة في المجلس التأسيسي الإيطالي، وواحدة من 75 عضو في اللجنة المكلفة بصياغة الدستور الجمهوري الإيطالي. (أنظر: ولادة الجمهورية الإيطالية)

## مشوارها السياسي
في أبريل 1948، انتُخبت يوتي ضمن قائمة الحزب الشيوعي الإيطالي في مجلس النواب، حيث أصبحت عضوة دون انقطاع حتى عام 1999. كانت يوتي على اتصال طويل مع الأمين العام للحزب الشيوعي بالميرو تولياتي، واستمر حتى وفاته عام 1964، وأعُلن عن العلاقة سنة 1948 بعد محاولة اغتيال تولياتي، أيام قليلة بعد الانتخابات العامة الإيطالية.
بعد انتخابات 1979، أصبحت يوتي المتحدثة باسم مجلس النواب بالبرلمان، خلفا لبيترو انغراو. كانت لها شعبية واحترام كرئيسة، وتم إعادة انتخابها كرئيسة لمجلسين تشريعيين آخرين. سنة 1987، تم تكليفها من قبل الرئيس فرانشيسكو كوسيغا بتشكيل حكومة جديدة، فأصبحت بعدها أول امرأة تتقلد منصب رئيس وزراء إيطاليا، ومع ذلك، لم تكن يوتي قادرة على تشكيل ائتلاف.

## الوفاة
توفيت نيلدي يوتي يوم 4 ديسمبر 1999 بروما، إيطاليا إثر توقف قلبها عن النبض ودُفنت في مقبرة كامبو فيرانو.

## روابط خارجية
- نيلدي يوتي على موقع مونزينجر (الألمانية)